# Sangarrén (kommunhuvudort)
Sangarrén är en kommunhuvudort i Spanien.   Den ligger i provinsen Provincia de Huesca och regionen Aragonien, i den nordöstra delen av landet, 300 km nordost om huvudstaden Madrid. Sangarrén ligger 377 meter över havet och antalet invånare är 278.
Terrängen runt Sangarrén är platt. Runt Sangarrén är det glesbefolkat, med 15 invånare per kvadratkilometer. Närmaste större samhälle är Huesca, 13,1 km norr om Sangarrén. Trakten runt Sangarrén består till största delen av jordbruksmark.